# Kārlis Skrastiņš
Kārlis Skrastiņš (Riga, 9 luglio 1974 – Jaroslavl', 7 settembre 2011) è stato un hockeista su ghiaccio lettone, scomparso nell'incidente aereo che ha coinvolto la Lokomotiv Jaroslavl', squadra della Kontinental Hockey League.